# Cífer
Cífer – wieś na Słowacji w powiecie Trnawa. Jej częścią są dwie istniejące wcześniej miejscowości – Pác i Jarná. Znajduje się tutaj kościół parafialny św. Michała Archanioła oraz kaplica św. Jana Nepomucena z XVIII wieku. Starostą wsi jest Maroš Sagan.
W miejscowości działają kluby: piłkarski ŠK Cífer, oraz piłki ręcznej TJ Sokol Cífer, który obecnie gra w I lidze słowackiej.